# 玉坪乡
玉坪乡，是中华人民共和国山西省吕梁市临县下辖的一个乡镇级行政单位。

## 行政区划
玉坪乡下辖以下地区：
玉坪村、李家塔村、柳黄沟村、成家梁村、辛家塔村、常家坪村、孟家墕村、永丰村、玉荐村、圪针湾村、枣洼村、杨家圪塄村、禹家梁村、魏家湾村、石塘会村、李家坡底村、郝刘家沟村、孙家圪塄村、枣林村、李家峁村、双叶则村、阳泉村和山刘家庄村。